# 베를린 장벽 기념관

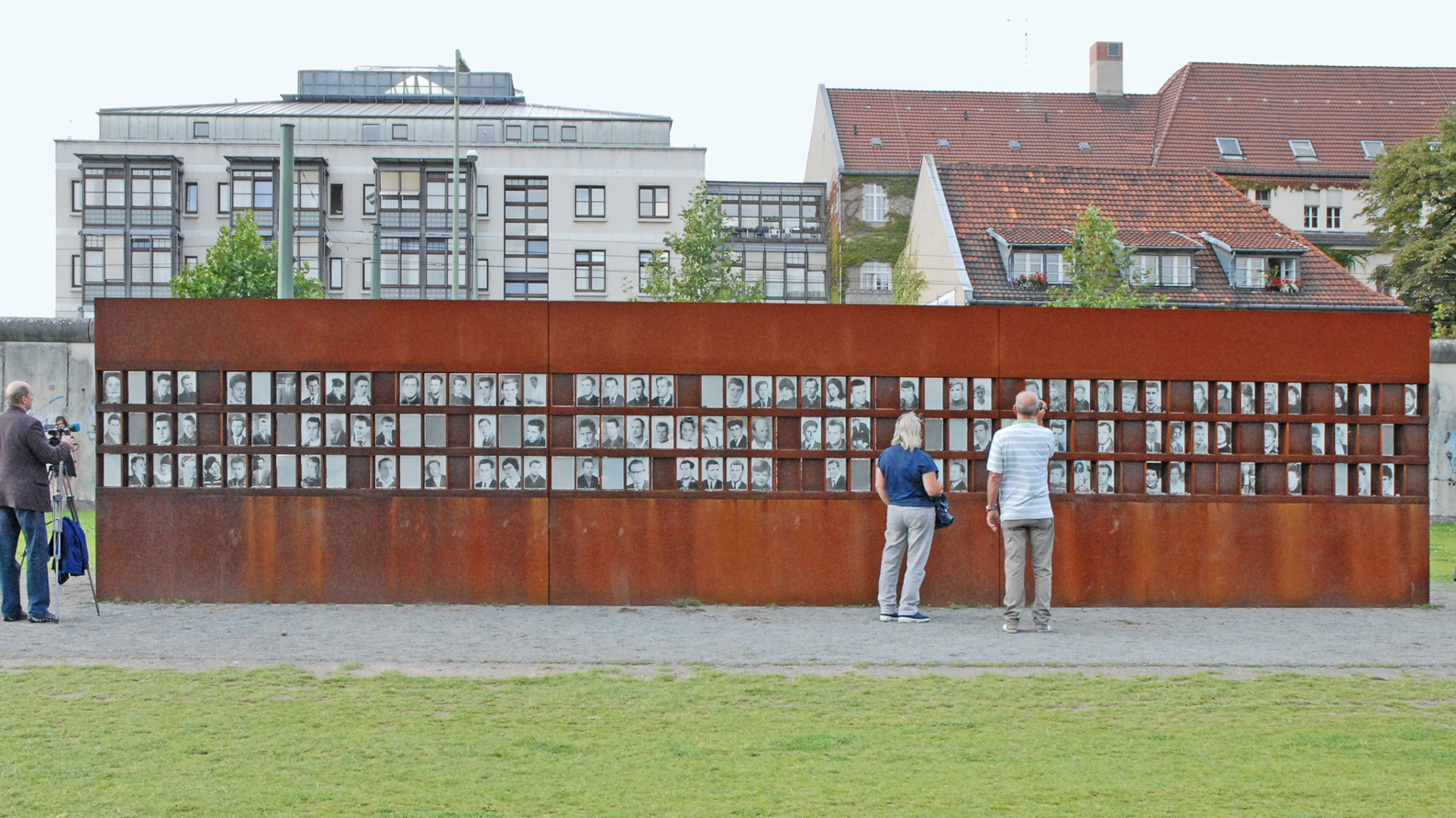
베를린 장벽 기념관

베를린 장벽 기념관(독일어: Gedenkstätte Berliner Mauer)은 독일 베를린에 있는 기념관이다. 베를린 장벽에 의한 베를린 분단과 그곳에서 일어난 죽음을 기념한다. 이 기념관은 1998년 만들어졌다. 베르나우어슈트라세에 위치하고 있으며 화해의 예배당, 베를린 장벽 문서 센터, 이전 장벽의 60-미터 (200 ft) 구역, 추모의 창, 방문자 센터가 있다.